# Salt (musikgrupp)
Salt var en kristen pop-/rockgrupp med medlemmar i första hand från Göteborgsområdet. I april 2008, 20 år efter att bandet upplöstes, återförenades gruppen för en turné. Bandet spelade då tillsammans med artister som Andraé Crouch, Per-Erik Hallin och Målle Lindberg. Detta med anledning av att skivbolaget Royal Music firade 30 år. Under januari 2010 gjorde Salt åter en Sverigeturné. Ytterligare en turné gjordes 2025, den 30 maj i Örebro och 31 maj i Stockholm samt den 1 juni i Linköping.

## Bandets medlemmar under åren
- Gitarr: Janne Pethrus, Thomas Björk.
- Basgitarr: Thomas Lindbjer, Björn Millton.
- Trombon: Lars Brandström, Torbjörn Axelsson.
- Trumpet: John Brandström, Jonas Brandström, Salomon Helperin, Lennart Grahn, Janne Bjerger.
- Saxofon: Anders Börjesson, Lars "Lisa" Andersson, Sven Fridolfsson.
- Solister: Janne Pethrus, Anders Börjesson, Danne Gansmoe, Lars Brandström, Annika Skoglund, Katarina Millton Almgren.
- Keyboard: Kjell Bäckman, Thomas Darelid, Dan Alkenäs.
- Percussion: Thomas "Opa" Opava, Matz Mjörnheim.
- Ljudtekniker: Gunnar Gembäck, Thomas Alexandersson, Bengt Holm, Cenneth Almgren.
- Trummor: Danne Gansmoe.
- Chaufför: Danne Gansmoe.
- Fixare: Anders Berntsson.

## Diskografi
Studioalbum
- 1977 – Salt
- 1980 – Opus II
- 1982 – Tonspråk
- 1983 – Innan
- 1988 – Tidlöst spel

Livealbum
- 1985 – Salt Live

Samlingsalbum
- 1993 – 17 Saltkorn
- 2010 – Salt Boxen (6xCD + DVD)

Annat
- 1982 – Live in Scandinavium (live-inspelning av konsert med Salt, Jerusalem, Edin-Ådahl, Per-Erik Hallin, Ingemar Olsson och Duane Loken (Vargtass)

Fakta om gruppens medlemmar och skivutgivning är hämtat från CD:n 17 Saltkorn